# Goudot
Goudot je priimek več oseb:
- Justin Goudot, francoski prirodoslovec
- Victor-Nicolas Goudot, francoski general